# Ekwok
Ekwok é uma cidade localizada no estado americano de Alasca, no Dillingham Census Area.

## Demografia
Segundo o censo americano de 2000, a sua população era de 130 habitantes.
Em 2006, foi estimada uma população de 131, um aumento de 1 (0.8%).

## Geografia
De acordo com o United States Census Bureau, a localidade tem uma área de 44,9 km², dos quais 41,4 km² cobertos por terra e 3,5 km² cobertos por água.

## Localidades na vizinhança
O diagrama seguinte representa as localidades num raio de 72 km ao redor de Ekwok.